# Buslijn 174 (Amstelveen-Uithoorn)
Buslijn 174 is een buslijn van de Nederlandse vervoermaatschappij Connexxion die Amstelveen met de Meerwijk in Uithoorn verbindt. Lijn 174 is de derde lijn in de regio die dit nummer draagt en vervangt de vorige lijn van Amsterdam naar Wilnis. Van 1981 tot 2002 bestond er ook een lijn 174 die reed van Weesp via Amsterdam Gaasperplas, Amsterdam Bijlmer, Amstelveen, Schiphol en Hoofddorp naar Haarlem. Het was de voorloper van R-netlijn 300.

## Geschiedenis

### Lijn 174 I

#### Lijn 14
De eerste lijn 174 werd op 30 september 1973 door de nieuwe streekvervoerder Centraal Nederland (voortgekomen uit NBM en Maarse & Kroon) ingesteld als lijn 14 tussen Diemen, Bijlmermeer en Amstelveen Plein 1960. In 1968 waren er al plannen voor een gezamenlijke NBM/M&K lijn van Hilversum via Weesp en de Bijlmermeer naar Amstelveen maar dat gaf problemen met de 
Commissie vergunningen personenvervoer. In 1973 was er met het oog op de fusie opnieuw een plan een gezamenlijke lijn, nu echter door GVB en CN, in te stellen tussen Diemen, de Bijlmermeer en Amstelveen. Men dacht aan een lijn tussen het Amstelstation, Diemen, Bijlmermeer, Ouderkerk aan de Amstel en Amstelveen met een kwartierdienst tussen Diemen en de Bijlmermeer. Van tevoren stond vast dat de lijn niet over de overbelaste Duivendrechtsebrug zou gaan rijden maar via Diemen omdat in het spitsuur al ongeveer 200 stads- en streekbussen over die brug reden.
Maar weer gaf de CVP van het ministerie moeilijkheden en werd er echter geen toestemming voor gegeven daar het GVB dan de gemeentegrens zou overschrijden wat volgens de vergunning niet mocht en dus werden er 2 aparte lijnen ingesteld: CN lijn 14 van Diemen via de Bijlmermeer naar Amstelveen en GVB lijn 59 van de Bijlmermeer via Diemen naar het Muiderpoortstation. Lijn 59 mocht echter niet in Diemen stoppen wat op 5 oktober 1973 tot gevolg had dat een bus werd gekaapt en de chauffeur, met de toepasselijke naam Strijdhaftig, 'onder dwang' naar het winkelcentrum in Diemen moest rijden. Daar vond overleg plaats met de directeur en de wethouder maar desondanks bleef lijn 59 tot de komst van de metro in 1977 in Diemen doorrijden.
Er werd maandag tot en met zaterdag overdag in de Bijlmermeer een gezamenlijke kwartierdienstregeling gereden met GVB-lijn 59, die echter wel via Diemen reed maar er niet mocht stoppen. Hierbij reed lijn 14 echter niet via het Aanloopcentrum en station Bijlmer, alleen in de avonduren en op zondag (wanneer lijn 14 slechts een uurdienst reed) werd het station wel aangedaan. Lijn 14 reed vanuit Amsterdam (garage Van Musschenbroekstraat) met bussen die door de NBM zijn ingebracht en vanuit Aalsmeer met voormalige M&K-bussen. Probleem was echter dat er nog geen centrale lijn- en richtingfilms voorhanden waren; de NBM-bussen konden Amstelveen niet filmen en bij MK kon Diemen niet worden voorgedraaid. Men behielp zich met bordjes met de juiste bestemming achter de voorruit.
In 1976 ging lijn 14 doorrijden naar Schiphol Centrum en werd het nieuwe Station Bijlmer voltijds aangedaan. Ook werd in Amstelveen de route verlegd via de nieuwe Oranjebaan. Een jaar later bij de opening van de metro werd de route verlegd van de Provincialeweg (aansluitend op de Elsrijkdreef) langs metrostation Diemen Zuid.
Door de inkorting van lijn 55 en de opheffing van lijn 56 en 58 (de laatste in tegenstelling tot lijn 59 wel een integratielijn) had CN ineens te veel chauffeurs en het GVB te weinig; dit werd opgelost door begin 1978 tien wisselwagens van het GVB uit de hoofdgarage West in de Van Musschenbroekstraat onder te brengen voor GVB-diensten op de integratielijnen lijn 65, 66 en 67. 
Lijn 14 deelde hierin mee door vanaf Station Bijlmer naar Amstelveen een ochtendspitsrit te rijden in combinatie met lijn 66 (Amstelveen-Leidseplein) en lijn 67 (Leidseplein-Centraalstation).

#### Lijn 174
In 1980 werd een nieuwe CN/GVB-garage geopend in Amstel III, vlak bij station Bijlmer; ook begon CN met het omhoognummeren van de lijnnummers om doublures te voorkomen. De 110-nummers waren echter al in gebruik en dus werd lijn 14 in mei 1981 tot 174 vernummerd.
In 1983 werd het busnet in de Bijlmer weer vernieuwd; lijn 174 kreeg versterking van Amstelveenlijn 175 maar ging vanaf de Bijlmer naar Weesp rijden ter vervanging van de ingekorte Almerelijn 153. Tussen Station Bijlmer en metrostation Kraaiennest werd een gezamenlijke dienstregeling gereden met de nieuwe (integratie)ringlijn 62. Tussen Amstelveen Plein 1960 en station Bijlmer werd in samenhang met lijn 175 een kwartierdienst geboden zij het dat lijn 175 door Ouderkerk aan de Amstel reed en lijn 174 niet.
In 1986 werd lijn 174 via Hoofddorp doorgetrokken naar Haarlem; wederom ter vervanging van een opgeheven lijn (143). Lijn 176 bood versterking; aanvankelijk alleen tussen Haarlem en Schiphol, maar vanaf 1990 ook over de gehele route tussen Haarlem en Weesp. De samenwerking met lijn 62 kwam te vervallen. Begin jaren 90 was er ook versterking door de spitslijnen 163 en 164, die elk in een tegengestelde richting tussen Station Bijlmer en Hoofddorp reden.
Begin jaren 90 werd de lijn via een speciale busbaan verlegd door de Hoofddorpse nieuwbouwwijk Overbos. Verschillende malen is de route tussen Amstelveen en Schiphol verlegd dan weer via het oude dorp en Schiphol Oost en dan weer rechtstreeks via de 
snelweg. In Hoofddorp werd het station niet aangedaan en de centrale halte op het Marktplein werd vervangen door een nieuwe route via de Melis Spaansweg. Ook werd de lijn verlegd tussen de garage aan de Hoogoorddreef en de Burgemeester Stramanweg via een speciale busbaan met een tijdelijke baileybrug later vervangen door een definitieve brug.
Vanaf 1993 werden alle ritten van Haarlem naar Weesp als lijn 174 gereden. In 1994 werd CN opgedeeld (feitelijk teruggeplitst) in NZH en Midnet; lijn 174 was voortaan een NZH-lijn en kreeg via uitbreiding in de ochtend- en middagspits de hele dag een kwartierdienst. GVB spitsbuslijn 60S en later ook SWAB lijn 581 reden grotendeels parallel met lijn 174 zeker nadat in 1997 de route van lijn 60S werd verlegd van de A10 via de A9. In de praktijk reed de lijn echter, om files te vermijden, meestal via de vrije busbaan op de Burgemeester Stramanweg. In 2000 werd lijn 60S opgeheven en later ook lijn 581.
In 1999 fuseerden NZH en Midnet met de omringende streekvervoerders tot Connexxion en werd lijn 174 ingekort tot metrostation Gaasperplas; tussen Weesp en Diemen was inmiddels lijn 177 gaan rijden. Lijn 174 reed nu uitsluitend met gelede bussen uit alle garages binnen het inzetgebied (Amsterdam, Hoofddorp en Haarlem); in januari 2002 werd lijn 174 vervangen door lijn 300. Het afgevallen traject Station Bijlmer-Gaaperplas werd tot 2007 overgenomen door lijn 175. Lijn 177 is in 2006 aan GVB afgestaan en opgedeeld in lijn 44 (Diemen) en lijn 49 (Weesp).

### Lijn 174 II
Op 11 december 2011 werd een nieuwe lijn 174 ingesteld van Wilnis via Uithoorn naar Amsterdam Centraal; de lijn reed alleen op die tijden dat de toenmalige snelbus lijn 142 niet reed (avonden en weekeinde).

### Lijn 174 III
Op 10 december 2017 werd de lijn opgeheven en vervangen door de huidige lijn 174 van Uithoorn Meerwijk naar busstation Amstelveen; deze lijn rijdt op alle exploitatieuren via Waardhuizen en Groenelaan. Op 9 december 2018 kreeg de lijn in Amstelveen een uitgebreidere route en fungeert in Amstelveen als "stadsdienst" ter vervanging van delen van de route van de opgeheven lijnen 165, 166 en 167 en rijdt onder meer langs het KLM Hoofdkantoor. Dit traject wordt alleen van 8.30 tot 19.30 gereden maar niet op zondag. De haltes in Kronenburg worden hierdoor niet meer bediend. Op 21 juli 2024 werd de lijn in Uithoorn verlegd van Legmeer naar Zijdelwaard ter compensatie van de opgeheven lijn 347/348.

#### Lijn 274
Op 4 januari 2021 werd een spitslijn 274 ingesteld ter versterking van lijn 174 en vervanging van de opgeheven lijn 242 met een rechtstreekse route naar Amstelveen busstation en Station Amsterdam zuid. Op 22 juli 2024 werd de lijn beperkt tot versterkingslijn van lijn 174 binnen Uithoorn en verlegd door Zijdelwaard.